# Бурас, Джамель
Джамель Бурас (фр. Djamel Bouras, род. 21 августа 1971, Живор) — французский дзюдоист алжирского происхождения, чемпион Олимпийских игр, призёр чемпионатов мира и Европы, чемпион Европы.

## Факты
- Был дисквалифицирован за применение запрещённого вещества (нандролон).
- Выступал за клуб PSG Alliance.
- Снимался в кино.

## Видео
Олимпийские игры, Атланта 1996, финал в весе до 78 кг: Тосихико Кога (Япония) - Джамель Бурас (Франция)